# Frits Spits
Frits Spits, pseudoniem van Frits Ritmeester (Eindhoven, 19 januari 1948), is een Nederlands radio dj en televisiepresentator. De radio dj werd in 2019 door een vakjury van de VARA-gids verkozen tot "belangrijkste radiomaker van de eeuw".

## Levensloop

### Beginjaren
Spits werd geboren als zoon van Hanny Meijler (1920-2008), die eerst kinderboeken en liedjes schreef en later journaliste was voor bladen als Eva en Libelle, en Sam Ritmeester (1912-1992), Engelandvaarder en brigade-arts van de Prinses Irene Brigade, en na de oorlog huisarts in Eindhoven en clubarts van PSV. De Joodse grootouders van Spits woonden in Almelo en Vroomshoop waar zij een slagerij runden. Aan de Parkweg in Almelo liggen Stolpersteine ter nagedachtenis aan de moord door de nazi's tijdens de Tweede Wereldoorlog. Na de HBS-A studeerde Frits eerst een jaar economie. Na het afbreken van die studie, ging hij in militaire dienst en deed een avondstudie m.o. Nederlands in Tilburg. Hij gaf drie jaar Nederlands op de havo van de toenmalige Rommert Casimir-havo in Eindhoven. Na zijn verhuizing naar het Gooi behaalde hij aan de Universiteit Utrecht zijn doctoraal Nederlands met een doctoraalscriptie waarin hij aantoonde dat Nederlandstalige hits een bepaald tekstpatroon hadden.

### Carrière

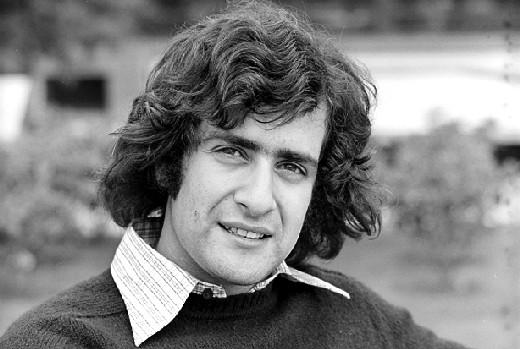

De naam Spits heeft hij, naar eigen zeggen, al op twaalfjarige leeftijd bedacht, omdat "Ritmeester eenvoudigweg te lang was". Hij was al diskjockey tijdens zijn studententijd. Hij werd ontdekt door de NOS die hem een proefuurtje radio liet maken bij het programma Proefdraaien op Hilversum 3 in 1973. Van 1975-1978 presenteerde hij afwisselend met Joost den Draaijer NOS Maal. Op maandag 29 mei 1978 begon Spits met zijn NOS-radioprogramma De Avondspits op Hilversum 3, een programma waarmee hij landelijke bekendheid verwierf. Daarnaast maakte hij programma's voor de VARA zoals "Spitsbeeld" maar ook nachtuitzendingen. Op vrijdag 28 december 1984 presenteerde Spits de eerste twee uren (10:00 - 12:00 uur) van Editie 1984 II van de Top 100 aller tijden in Veronica zendtijd op Hilversum 3. Hij was door de NOS uitgeleend en er was zendtijd geruild. Op dinsdag 13 oktober 1987 opende Spits in zijn NOS-radioprogramma "De Avondspits" het dan splinternieuwe "Radio 3 Centrum" (twee radiostudio's en eindregie) in het NOS Audiocentrum op het Media Park in Hilversum. Op 21 november 1997 en 10 oktober 2015 was hij te gast in Dit was het nieuws, met respectievelijk Koos Postema en Ali B.
Op zaterdag 2 april 1988 stopte hij met De Avondspits op dan Radio 3 om zich te storten op zijn nieuwe tv-programma Nieuwsspits op de destijds net gestarte televisiezender Nederland 3. Toen de NOS dit programma na twee jaar van de buis haalde wegens matig succes, werd hij werkloos. Spits solliciteerde bij het toenmalige TV10 van Joop van den Ende en werd aangenomen als redactiemedewerker voor verschillende programma's. Per maandag 2 april 1990 kon hij weer terugkomen bij de NOS op Radio 3, waar hij nog vijf jaar De Avondspits presenteerde (de laatste maanden onder de vlag van de NPS). In dezelfde periode was hij tevens presentator van het taalprogramma NOS Taal op Radio 5. Vanaf 1995 presenteerde Spits dagelijks het programma Tijd voor Twee voor de KRO op Radio 2. Vanaf 2014 maakt hij geen muziekprogramma's meer en presenteert hij De Taalstaat op NPO Radio 1.
Op 21 januari 2008 werd Spits met een speciale jubileum-uitzending van Tijd voor Twee op Radio 2 in het zonnetje gezet vanwege zijn 60ste verjaardag en het feit dat hij 35 jaar in het vak zat. De meeste cadeaus waren muzikaal, maar ook PSV gaf een geschenk: een shirt met rugnummer 60. Tevens ontving Spits uit handen van locoburgemeester Janssen van Laren een koninklijke onderscheiding (Ridder in de Orde van Oranje-Nassau). Eveneens in 2008 verscheen het boek Zestig Strepen, waarin Spits zestig liedjes beschrijft die mede bepalend zijn geweest voor zijn muzikale voorkeur. Zeven jaar later verscheen De Standaards van Spits, een lees- en luistergids met zijn negentig mooiste Nederlandstalige liedjes. Op carnavalsdinsdag 5 februari 2008 presenteerde Spits op verzoek van radio dj Coen Swijnenberg eenmalig zijn legendarische NOS-radioprogramma De Avondspits op NPO 3FM. Alle oude programmaonderdelen, zoals de poplimerick, kruip in de huid van en oude NOS-jingles kwamen tussen 18:00 en 19:00 uur weer voorbij.
Op donderdag 21 januari 2010 verzorgde Spits samen met Coen Swijnenberg een uitzending voor Radio 555. Op vrijdag 29 januari 2010 vierde Spits met zijn team het 15-jarige bestaan van zijn Radio 2-programma Tijd voor Twee met een speciale jubileumuitzending vanaf het schip de Batavia in Lelystad. Op 22 december 2013 werd door de KRO op televisie het programma Spitsuur uitgezonden waarin met hem en collega's werd teruggeblikt op zijn loopbaan. Op dinsdag 24 december 2013 werd de laatste uitzending van Tijd Voor Twee op Radio 2 uitgezonden vanuit het "Top 2000 Café" in het gebouw van het Nederlands Instituut voor Beeld en Geluid op het Media Park in Hilversum. Dit was tevens het laatste programma dat Spits voor Radio 2 presenteerde. Ook was hij dat jaar heraut van het Koningslied. Op 16 januari 2014 zond AVROTROS het programma Close-Up uit met een overzicht van zijn 40-jarige radiocarrière als dj en biografie, aangevuld met beelden van zijn legendarische NOS radioprogramma De Avondspits, de laatste radio-uitzending als dj op Radio 2 en interviews met trouwe fans. Frits Spits verzorgde enige tijd dagelijks een oneliner in het dagblad Sp!ts onder de naam "SPiTS in SP!TS".
In 2017 kreeg het eerdergenoemde boek een vervolg, De Standaards van Spits II, met nog eens 81 door Spits beschreven nummers. In 2019 verscheen zijn boek Alles lijkt zoals het was over zijn in 2018 overleden vrouw Greetje. Met de titel De slapelozen presenteert Spits in 2021 een radio- en televisieprogramma over slapeloosheid. In 2023 verschijnt zijn nieuwste boek Op de golven dansen wij, waarin hij met persoonlijke verhalen een ode brengt aan het Nederlandse lied. Het is een vervolg op zijn leven zonder zijn vrouw Greetje.

### Privéleven
Spits was 46 jaar getrouwd, tot zijn vrouw Greetje Menger in mei 2018 overleed. Hij heeft drie zonen.

## Overzicht carrière

### Radiocarrière
- 1973-1995: Diverse popprogramma's op Hilversum 3, Radio 3 en Radio 1 voor de VARA, zoals Spitsbeeld en de NOS, zoals  nachtprogramma's, het Het Frits Spits Verhaal, invaller bij Langs de Lijn, NOS Maal, De Avondspits, de Nationale Hitparade, Jaargenoten,  Met het Oog op Morgen, Poplijnen en NOS Taal.
- 1995-2013: Tijd voor Twee bij Radio 2 voor de KRO.
- 2006-2012: De Strepen van Spits bij Radio 2 voor de KRO.
- Vanaf 2014: De Taalstaat op NPO Radio 1.

### Televisiecarrière
- NOS:
  - 1985-1988: Voor niks gaat de zon op (voice-over)
  - 1987-1988: Nieuwsspits (presentator)
- KRO:
  - 2000-2002: Ontbijt TV (presentator)
  - 1999-2002, 2004: Ook dat nog! (presentator)
  - 2004: De grootste Nederlander (presentator)
  - 2004-2006: Theater van het Sentiment (presentator)

## Prijzen, onderscheiding en straatvernoeming
- 1996: Marconi Award
- 1997: Marconi Award
- 1997: Groenman-taalprijs
- 1999: Zilveren Reissmicrofoon
- 1999: Marconi Award (met het team van Tijd voor Twee)
- 2008: Ridder in de Orde van Oranje-Nassau
- 2008: Oeuvre Award (Marconi Award)
- 2008: Radio 2 Zendtijdprijs
- Op 19 november 2013 werd op het Media Park in Hilversum een straat naar hem vernoemd. De Audioweg, waar het pand van het destĳdse Hilversum 3 aan lag, kreeg de naam Frits Spitsstraat.[14] Dit was een zeer opmerkelijk besluit, daar er in Nederland vrijwel nooit een straat naar een nog in leven zijnde persoon wordt vernoemd.
- 2017: Gouden Harp
- Tijdens het congres Onze Taal in het weekend van 7 en 8 oktober 2017 te Utrecht kreeg Spits de Visser-Neerlandiaprijs vanwege de inzet voor de taal. Volgens de jury zette hij mensen aan tot creatief taalgebruik vanaf de tijd van zijn radioprogramma De Avondspits en door middel van de rubriek Poplimerick, De Tweespraak en ook het radioprogramma De Taalstaat.